# Костарайнера
Костарайнѐра (на италиански: Costarainera; на лигурски: a Còsta, а Коста) е село и община в Северна Италия, провинция Империя, регион Лигурия. Разположено е на 220 m надморска височина. Населението на общината е 801 души (към 2011 г.).